# Karyna Dzëminskaja
Karyna Mikalaeŭna Dzëminskaja (in bielorusso Карына Мікалаеўна Дзёмінская?; 25 agosto 1994) è un'arciera bielorussa.

## Palmarès
- Giochi europei

Minsk 2019: argento nella gara a squadre.